# Amerykanie pochodzenia ekwadorskiego
Amerykanie pochodzenia ekwadorskiego – obywatele lub rezydenci Stanów Zjednoczonych, których przodkowie pochodzą z Ekwadoru, bądź też imigranci z tego kraju. Społeczność ta jest mieszana rasowo, zalicza się do niej Metysów, Żółtych (głównie pochodzenia chińskiego i japońskiego), Białych (głównie pochodzenia niemieckiego, włoskiego i libańskiego), Czarnych, Indian, Mulatów i Zambosów.
Wielu Ekwadorczyków przybywając do USA osiedliło się w miastach takich jak Nowy Jork (głównie Brooklyn, Bronx i Queens), New Jersey, Chicago, Orlando, Miami, Minneapolis i Los Angeles. Najwięcej przedstawicieli tej społeczności zamieszkuje stany Connecticut i Floryda.
Największy procentowy udział w populacji hrabstwa Ekwadorczycy mają w Queens. Wynosi on 4,7% co oznacza że w Queens zamieszkuje ich około 100 tysięcy. W tym hrabstwie są czwartą co do wielkości grupą pochodzenia latynoskiego (po Portorykańczykach, Dominikańczykach i Meksykanach). Na terenie całych Stanów Zjednoczonych żyje ich około 700 000 co sprawia, że stanowią najliczniejszą grupę pochodzącą z Ameryki Południowej i czwartą co do wielkości populację Latynosów w całym USA.